# Jean-Louis Renard
Jean-Louis Renard, né en 1752 ou 1753 à Paris, mort le 11 janvier 1796 à Nantes, est un homme politique français, maire de Nantes de 1793 à 1794, en liaison avec la mission de Jean-Baptiste Carrier à Nantes.

## Biographie

### Origines, débuts et famille
Il est le fils de Nicolas Renard et de Marie Lefebvre, de la paroisse Saint-Laurent à Paris. 
Jean-Louis Renard est un peintre décorateur. Il s’installe à Nantes dans les années 1770. 
Le 30 septembre 1780, il épouse Charlotte de la Haye, âgée de 42 ans. Ils ont un fils né le 14 janvier 1781, Louis.

### La Révolution
Jean-Louis Renard est un partisan du nouveau régime qui, devenu maire, signe : « le sans-culotte Renard, maire ».
En 1793, il est lieutenant dans la garde nationale.

### Maire de Nantes
Dès l’arrivée de Jean-Baptiste Carrier à Nantes, le 8 octobre 1793, les administrations locales (municipale et départementale) sont destituées. Le 9 octobre, un décret des représentants Ruelle, Philippeaux et Gillet nomme une administration municipale provisoire, avec Jean-Louis Renard comme maire, le notaire Coiquaud fils comme procureur de la commune, le pasteur Barre comme substitut. Parmi les administrateurs désignés, on note les noms de : Jean-Jacques Goullin, autre leader sans-culotte, membre du Comité révolutionnaire mis en place par Carrier, Prosper Bonamy, Jean-René Couprie. D’autres nominations sont effectuées par la suite par Carrier (14 février 1794) peu avant son départ de Nantes ; et le 11 juin 1794, par les représentants Bô et Bourbotte.
À la suite du décret d’accusation contre Carrier le 23 novembre 1794, l’administration municipale de Nantes est renouvelée par le représentant Ruelle le 6 décembre. Il est précisé que les membres révoqués ne seront pas incarcérés, car ils ne sont considérés ni comme « inciviques » ni comme « suspects ». 
Jean-Louis Renard est remplacé par Gandon (aîné), personnalité non inscrite sur la liste des maires de Nantes, jusqu’à l’arrivée de Pierre Giraud du Plessis le 12 janvier 1795.
Il meurt un an plus tard à son domicile (rue des Halles). L'acte de décès, dressé par Louis Ogier, indique son état de peintre, sans mentionner son passage à la tête de la municipalité. 